# Столичный округ Венесуэлы
Столичный округ (исп. Distrito Capital) — территориальная единица Венесуэлы включающая столицу Венесуэлы — город Каракас. Образован в 1999 году. Площадь — 433 км². Население — 1 943 901 человек (2011).
Граничит со штатами Варгас и Миранда.
На территории округа существует единственный муниципалитет — Либертадор, который включает 22 из 32 приходов Каракаса.
Является самым маленьким континентальным штатом Венесуэлы по площади.